# Akvetskoe
Akvetskoe ('lake town'), nekadašnje ljetno selo Huna Indijanaca, plemena iz porodice Koluschan, koje se nalazilo na zaljevu Lituya na Aljaski. Populacija mu je 1835. iznosila 200.
Ostali rani nazivi za Akvetskoe su Ahkvaystkie (Elliott, 1875.), Akwetz (Holmberg, 1855.)